# خيسوس مجدلينو
خيسوس مجدلينو (بالإنجليزية: Jesús Magdaleno)‏ مواليد 8 نوفمبر 1991 في نيفادا، الولايات المتحدة، هو ملاكم محترف أمريكي يصنف ضمن فئة وزن الديك.

## إحصائيات
خاض خلال مسيرته 24 نزالا، فاز في 24 ولم يتعادل ولم يخسر. فاز بالضربة القاضية في 17 نزالا.

## روابط خارجية
- خيسوس مجدلينو على موقع بوكس ريك (الإنجليزية) (registration required)
- خيسوس مجدلينو على موقع Tapology.com (الإنجليزية)